# Scarabaeus canaliculatus
Scarabaeus canaliculatus är en skalbaggsart som beskrevs av Leon Fairmaire 1888. Scarabaeus canaliculatus ingår i släktet Scarabaeus och familjen bladhorningar. Inga underarter finns listade i Catalogue of Life.